# Vitis jaegeriana
Vitis jaegeriana är en vinväxtart som beskrevs av B.L. Comeaux. Vitis jaegeriana ingår i släktet vinsläktet, och familjen vinväxter. Inga underarter finns listade i Catalogue of Life.